# محمد ربیعی (بوکسور)
محمد ربیعی (انگلیسی: Mohammed Rabii؛ زادهٔ ۱۳ ژوئیهٔ ۱۹۹۳) یک بوکسور اهل مراکش است. وی در المپیک ریو توانست مدال برنز را کسب کند.